# Utoro
 (mars 2018).
Utoro est un petit district à Uji dans la préfecture de Kyoto, au Japon. 
Utoro devait devenir une nouvelle zone militaire durant la Seconde Guerre mondiale, mais le projet fut abandonné avec la Capitulation du Japon. Avec sa petite population consistant de 80 % de Coréens ethniques, le district est aujourd'hui encore un point de litige entre la Corée du Sud et le Japon.

## Étymologie
Utoro (japonais : ウトロ, coréen : 우토로) était à la base écrit Utoguchi (宇土口) en kanji. La dernière partie du mot, -guchi, a été par erreur prononcée ro comme le katakana ロ, et donc le district est aujourd'hui nommé Utoro.

## Histoire

### Seconde Guerre mondiale
Utoro servait comme un chantier pour une nouvelle zone militaire durant la Seconde Guerre mondiale. En 1941, le Gouvernement japonais, qui avait colonisé la péninsule de Corée, plaça 1 300 Coréens  dans la région aux alentours de Kyoto pour y construire une base militaire aérienne en défense contre les américains. Ces Coréens sont restés à Utoro jusqu'à la fin des constructions.
En 1945 la Guerre prit fin et le Japon capitula, et par conséquent Nihon Kokusai Koku, à l'époque le propriétaire du terrain et constructeur d'avions, mit fin à la construction de la base. Les Japonais ayant un pouvoir de direction disparurent. Les alliés menaçaient d'abord d'occuper Utoro, mais finalement ont abandonné ce plan grâce aux protestations de la population locale.
Malgré le fait que les Coréens avaient retrouvé l'indépendance et la liberté, la plupart d'entre eux étaient trop pauvres pour retourner à leur pays natal. Certains Coréens qui vivaient à Fukuoka et dans les îles environnantes se sont dirigés vers Utoro et étaient pratiquement forcés de rester dans ce quartier pauvre et hostile. Sous l'occupation de la Corée par le Japon, les Coréens vivant au Japon avaient la nationalité japonaise, mais cette nationalité japonaise leur fut enlevée après l'indépendance de la Corée suivant la fin de la Seconde Guerre mondiale.

### Conflit d'eau sous Nissan Shatai
En 1962 Nissan Shatai (en) se procura la parcelle de terre, ce qui compliqua considérablement la vie des Coréens qui y résidaient. L'eau et l'électricité devinrent pour eux un luxe indisponible. Le propriétaire de la parcelle de terre était un xénophobe et bloqua les canalisations d'eau, sous le prétexte que les Coréens étaient des immigrants illégaux. Leur donner accès à l'eau signifierait selon Nissan que les illégaux avaient des droits. Toutes les facilités à Utoro étaient construites par les locaux avec les moyens qu'ils avaient.
En 1985 il y eut un incendie à Utoro, et à cause du manque d'eau et d'extincteurs cet incendie causa un grand ravage. Nissan Shatai ne pensa pas que ceci était une raison valable pour placer des canalisations d'eau. Ce n'est que quand les hôpitaux locaux commençaient à se plaindre de l'eau non potable - à la suite de l'augmentation de patients avec la diarrhée - que le problème a attiré une attention nationale. En mars 1987, les protestations des habitants d'Utoro et des quartiers environnants ont finalement obligé Nissan Shatai à aménager des canalisations d'eau. Un an plus tard l'eau courante fut accessible dans certaines parties du district.

### Changement de propriétaire
En 1987 les prix des terrains de Kyoto augmentaient drastiquement, ce qui a poussé Nissan à vendre le terrain à Nishi-nihon Shokusan, une entreprise privée. Tout de suite après le changement de propriétaire, les 380 habitants d'Utoro ont appris qu'ils devaient quitter le quartier, ce qui engendra les protestations contre la vente du terrain connues sous le nom de Red Utoro. Nissan fut accusé de ne pas respecter les droits de l'homme à cause de l'ethnicité coréenne des habitants. Durant les années 1970 et 1980 il y eut de nombreuses protestations et campagnes, mais malgré quelques petites victoires comme quand Park Chong Suk accusa Hitachi de discrimination sur le lieu de travail et gagna le procès, les Coréens au Japon occupent toujours un rang inférieur. Pour que les Coréens puissent vivre à Utoro sans problèmes et dans des conditions respectables, il fut proposé que le gouvernement coréen achète le terrain de Nissan.
En juillet 2000 le tribunal d'Osaka rejeta tous les cas liés avec Utoro en raison des conflits d'Utoro. Surtout dans les générations suivantes il y eut des plaintes qu'ils étaient considérés comme Coréens alors qu'eux-mêmes se considéraient comme étant Japonais et avaient toujours vécu au Japon.

### L'influence de la Corée
Grâce à beaucoup de publicité en septembre 2004, la problématique d'Utoro reçut une abondance d'attention en Corée. La Korean International Network (KIN) commença à amasser de l'argent pour l'aide au développement d'Utoro en 2005. Des diplomates coréens donnèrent 0,5 % de leur salaire à ce fonds et au total environ la moitié du prix demandé par Nissan fut amassé par des Coréens connus, le gouvernement coréen et des volontaires japonais. Le prix demandé par Nissan était si haut que les négociations ne prirent pas forme. Le 18 avril 2007, Utoro demanda officiellement de l'aide au gouvernement coréen. En décembre de la même année, le Ministère du Territoire, des Infrastructures, des Transports et du Tourisme prit l'initiative d'essayer de régler les problèmes d'Utoro.
En tout, il fut amassé environ 40 millions yens (320 000 euros) pour l'aide au développement à Utoro par les Coréens vivant au Japon et l'organisation Solidarité Internationale pour la protection d'Utoro amassa 60 millions yens (480 000 euros) parmi 150 000 Coréens. Pour l'achat du terrain il manque encore plus ou moins 50 millions yens (400 000 euros).
Utoro reste un terrain privé. Le propriétaire pourrait à tout moment exiger le déménagement des habitants coréens.

## Géographie

### Localisation
Utoro est une petite zone dans Iseda-cho, dans la préfecture de Kyoto. La zone fait 587,6 m2.

### Climat
Le climat à Utoro est chaud modéré avec beaucoup de précipitations durant l'année. La température moyenne et les précipitations annuelles sont 14,2 °C et 1 642 mm respectivement.

### Population
Bien qu'Uji ait une population de 187 600 habitants (2014),, il n'y avait à la base que 380 personnes vivant à Utoro. Après que le terrain fut à nouveau vendu il ne restait que 230 habitants (2005). En ce moment[évasif] il n'y aurait que 203 Coréens de 65 familles. 88 % de la population est coréenne, 10 % n'a pas de nationalité et seulement 2 % est de nationalité japonaise.
80 % a moins de 59 ans, majoritairement des descendants des habitants originaux. 20 % a plus de 65 ans et ce bas pourcentage de personnes âgées pourrait être attribué au fait que la majorité d'entre-elles est déjà décédée.
Une des plus vieilles femmes de la zone, Kang Kyung Nam, a 91 ans et fait partie de la première génération d'habitants d'Utoro[Quand ?]. Quand elle eut 8 ans, elle vint avec sa mère à Utoro à la recherche de son vader[Quoi ?] et frère ainé qui furent recrutés par les Japonais. L'histoire de Kang passa à l'émission télévisée coréenne Infinite Challenge, où, entre autres, il fut parlé des problèmes des habitants d'Utoro. Vu que la plupart des personnes sont venus à Utoro à un jeune âge, ils ne parlent pas couramment le coréen, ou ils parlent dans un dialecte du coréen. Bien que la culture coréenne n'est pas perdue pour les habitants d'Utoro, la plupart parlent le japonais.